# Neusiedl am See (distrito)
Neusiedl am See é um distrito (Bezirk) da Áustria, situado no norte do estado da Burgenlândia (Burgenland). A capital do distrito é a cidade de Neusiedl am See.

## Geografia
O distrito Neusiedl am See é o bairro oriental da Áustria sobre a fronteira com a Hungria e Eslováquia e também o distrito mais norte da Burgenlândia. Na área do distrito é a maior parte do Lago de Neusiedl (Neusiedler See) e a parte austríaca do Parque Nacional Neusiedler See-Seewinkel.

## Desenvolvimento de População
Dados das estatísticas de Áustria

## Subdivisões

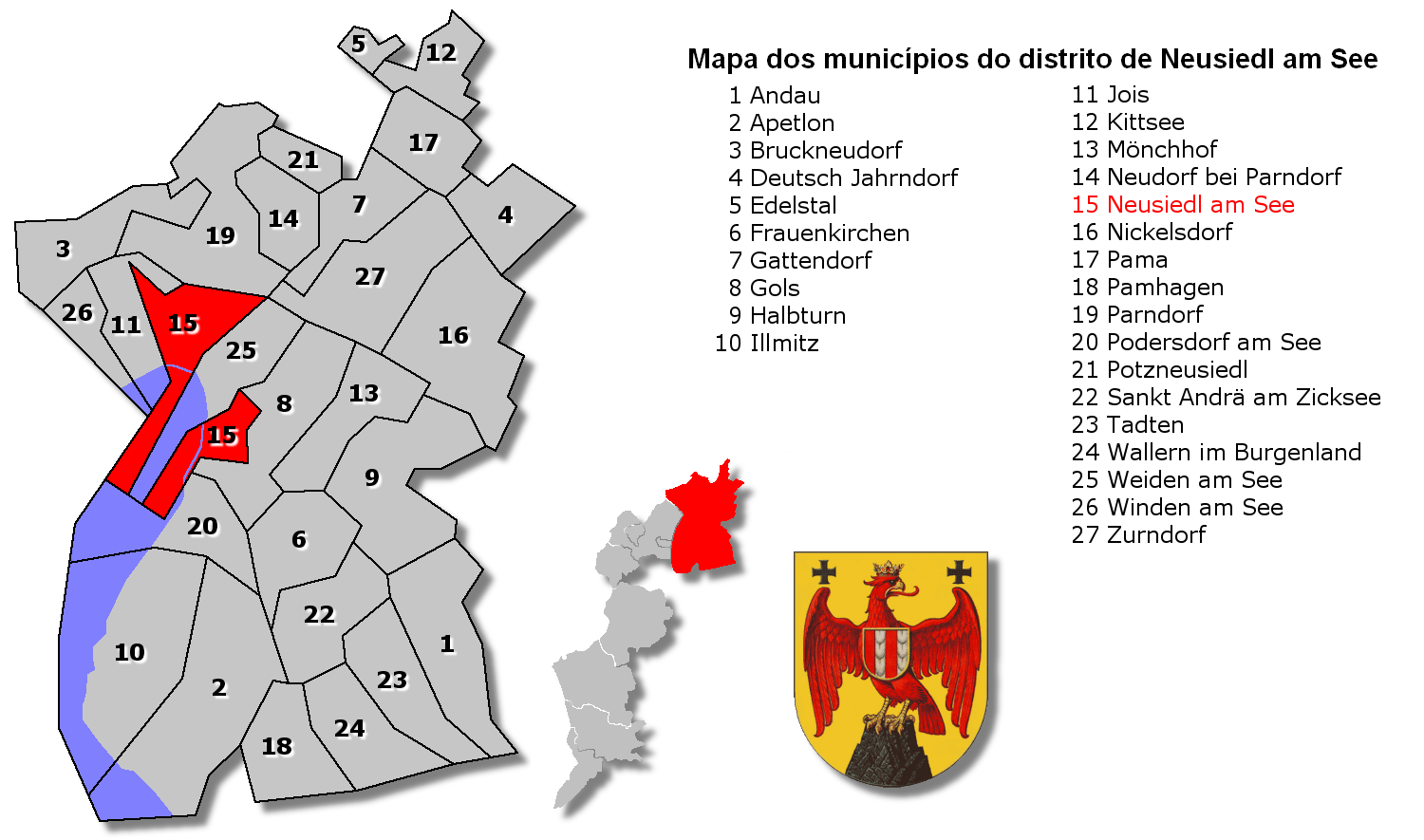
Mapa dos municípios do distrito de Neusiedl am See

O distrito de Neusiedl am See engloba em total de 27 municípios, incluindo 2 cidades:
| Nr. | Nome alemão                 | Nome húngaro       | Nome croata | Área (km²)\| |
| 1.  | Andau                       | Mosontarcsa        |             | 47,31        |
| 2.  | Apetlon                     | Mosonbánfalva      |             | 82,21        |
| 3.  | Bruckneudorf                | Királyhida         |             | 36,70        |
| 4.  | Deutsch Jahrndorf           | Németjárfalu       |             | 27,43        |
| 5.  | Edelstal                    | Nemesvölgy         |             | 5,89         |
| 6.  | Frauenkirchen (cidade)      | Fertőboldogasszony |             | 31,95        |
| 7.  | Gattendorf                  | Gáta               |             | 25,12        |
| 8.  | Gols                        | Gálos              | Gojza       | 42,23        |
| 9.  | Halbturn                    | Féltorony          |             | 55,20        |
| 10. | Illmitz                     | Illmic             |             | 91,85        |
| 11. | Jois                        | Nyulas             |             | 25,9         |
| 12. | Kittsee                     | Köpcsény           | Gijeca      | 19,26        |
| 13. | Mönchhof                    | Barátfalu          |             | 33,56        |
| 14. | Neudorf bei Parndorf        | Mosonújfalu        | Novo Selo   | 21,66        |
| 15. | Neusiedl am See (cidade)    | Nezsider           | Niuzal      | 57,03        |
| 16. | Nickelsdorf                 | Miklóshalma        |             | 60,75        |
| 17. | Pama                        | Mosonkörtvélyes.   | Bijelo Selo | 26,40        |
| 18. | Pamhagen                    | Pomogy             |             | 33,05        |
| 19. | Parndorf                    | Pándorfalu         | Pandrof     | 59,29        |
| 20. | Podersdorf am See           | Pátfalu            |             | 41,73        |
| 21. | Potzneusiedl                | Lajtafalu          | Lajtica     | 12,11        |
| 22. | Sankt Andrä am Zicksee      | Mosonszentandrás   |             | 31,71        |
| 23. | Tadten                      | Tetény             |             | 36,10        |
| 24. | Wallern im Burgenland       | Valla              |             | 33,87        |
| 25. | Weiden am See               | Védeny             |             | 32,51        |
| 26. | Winden am See               | Sásony             |             | 13,51        |
| 27. | Zurndorf                    | Zurány             |             | 54,30        |
| –   | Distrito de Neusiedl am See |                    |             | 1.038,65     |

## Tráfego
Através do distrito corre de oeste para leste autoestrada Oriente (A4) entre Viena e Budapeste.
A partir do Bruckneudorf continua autoestrada (A6) para Bratislava.